# Heinrich Stiehl

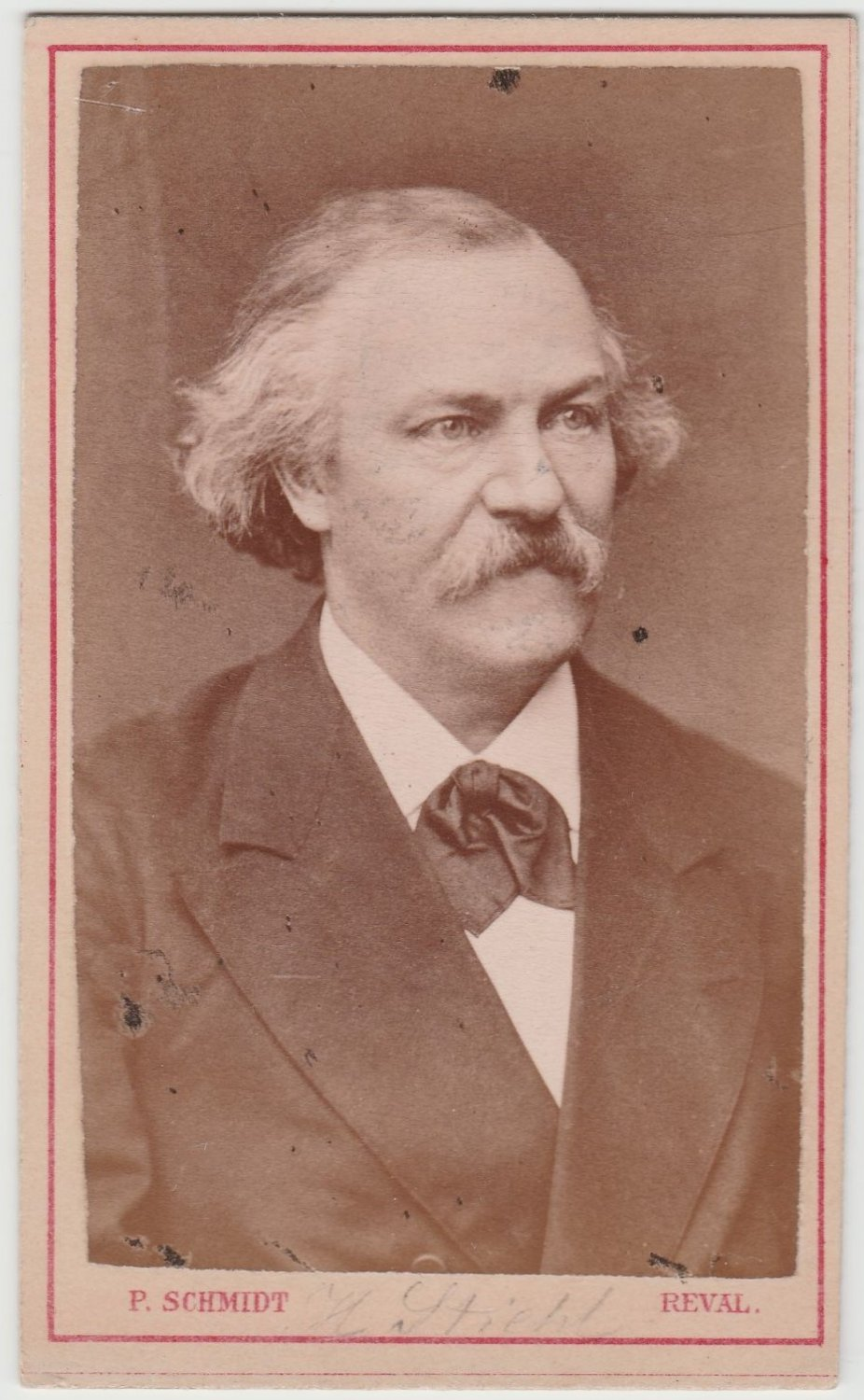
Heinrich Stiehl

Heinrich Stiehl, auch Henri, vollständig: Heinrich Franz Daniel Stiehl (* 5. August 1829 in Lübeck; † 19. Apriljul. / 1. Mai 1886greg. in Reval) war ein deutscher Komponist, Organist und Dirigent.

## Leben und Wirken
Stiehl stammt aus einer Musikerfamilie. Sein Vater Johann Jochim Diedrich Stiehl (* 9. Juli 1800 in Lübeck; † 27. Juni 1872 ebenda) hatte bei Matthias Andreas Bauck das Orgelspiel erlernt und wurde 1835 dessen Nachfolger als Organist und Werkmeister der Jakobikirche. Carl Stiehl war sein älterer Bruder.
Er studierte am Leipziger Konservatorium, der heutigen Hochschule für Musik und Theater „Felix Mendelssohn Bartholdy“ Leipzig, vor allem bei Johann Christian Lobe und Ignaz Moscheles. Von 1853 bis 1866 war er Organist an der Walcker-Orgel der Petrikirche in Sankt Petersburg und von 1862 bis 1869 Professor am Petersburger Konservatorium.
Stiehl war Orgellehrer von Pjotr Iljitsch Tschaikowski. Als Konzertorganist unternahm er zahlreiche Konzertreisen durch Europa und lebte vorübergehend in Wien, Paris, Gotha und Lüneburg. Von 1874 bis 1878 lebte er als Dirigent des Cäcilienvereins in Belfast und anschließend von 1878 bis 1880 in Hastings. In diesem Jahr wurde er zum Organisten der St. Olaikirche in Reval berufen, wo er bis zu seinem Tod blieb. Neben dem Organistenamt leitete er die Singakademie in Reval. Mit ihr führte er 1883 Bachs Matthäuspassion in Reval und St. Petersburg auf – die ersten Aufführungen der Passion im Russischen Reich.

## Werk
Stiehl schuf zwei Opern: Jery und Bätely nach Johann Wolfgang von Goethe, uraufgeführt 1873 im Stuttgarter Hoftheater und Die Schatzgräber. Den größten Teil seines Werkes nehmen Stücke für Kammerorchester sowie Klavierwerke im Salonstil ein.
Für die Gemeinden der deutschen evangelisch-lutherischen Kirche in Russland gab er 1857 ein Choralbuch heraus.

## Werke
- Trois Pensées Fugitives: pour Piano; Oeuv. 11. Hamburg: Cranz o. J.
- Choralbuch zum Gebrauche für evangelische Gemeinden in Russland. Leipzig: Breitkopf 1857
- Preis-Sonate für Pianoforte und Violoncello; op. 37 ; gekrönt von der deutschen Tonhalle in Mannheim im October 1860. Mainz: Schott 1860
- Grand quatuor pour piano, violon, viola et violoncelle; op. 40. Leipzig: Breitkopf & Härtel o. J.
- Ouverture triomphale à grand Orchestre; Op.46 Leipzig: Kistner Digitalisat, Stadtbibliothek Lübeck
- Fantasie für Orgel über die russische National-Hymne. Digitalisat, Stadtbibliothek Lübeck